# Joshua Wong

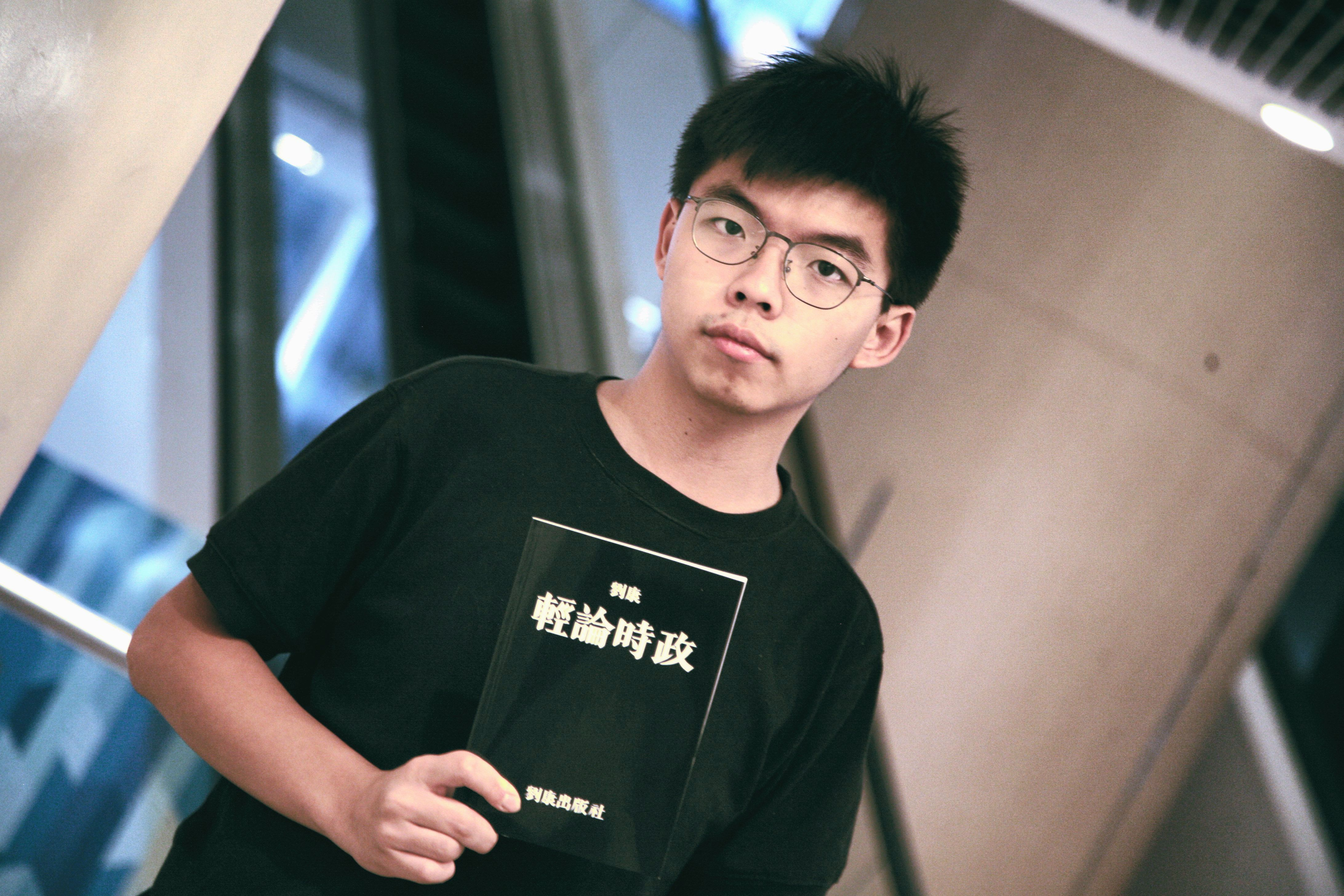
Joshua Wong in 2019

Joshua Wong Chi-fung ((Hanzi: 黃之鋒), Brits Hongkong, 13 oktober 1996) is een Hongkongse student-activist. Als een van de oprichters van de pro-democratische, activistische studentengroep Scholarism en door zijn belangrijke rol in de Hongkongse 'paraplu-beweging', werd hij internationaal bekend bij de protesten in Hongkong in 2014.
Wong behoorde ook tot de oprichters, in 2016, van de opvolger van Scholarism, Demosistō. In 2017 en 2018 werd hij veroordeeld tot gevangenisstraffen. Bij de protesten in Hongkong in 2019 speelde hij opnieuw een prominente rol.
- Bibsys: 1579001847313
- Bibliothèque nationale de France: cb17878147t (data)
- Catàleg d'autoritats de noms i títols de Catalunya: 981058617896006706
- CiNii: DA19594476
- Gemeinsame Normdatei: 1206119705
- International Standard Name Identifier: 0000 0004 8518 061X
- Library of Congress Control Number: no2016165452
- Réseau des bibliothèques de Suisse occidentale: 02-A028475913
- Système universitaire de documentation: 242514642
- Virtual International Authority File: 118148207648900340932
- WorldCat: E39PBJhH37DgQD7QCKymdvD8YP